# هنري توبياس
هنري توبياس (بالإنجليزية: Henry Tobias)‏ هو كاتب أغاني وملحن أمريكي، ولد في 23 أبريل 1905، وتوفي في 5 ديسمبر 1997.

## وصلات خارجية
- هنري توبياس على موقع IMDb (الإنجليزية)
- هنري توبياس على موقع ميوزك برينز (الإنجليزية)
- هنري توبياس على موقع قاعدة بيانات برودواي على الإنترنت (الإنجليزية)
- هنري توبياس على موقع قاعدة بيانات برودواي على الإنترنت (الإنجليزية)